# Steinkisten von Poltalloch
Die Steinkisten von Poltalloch liegen in den Kiesterrassen von North Lodge unweit von Kilmartin östlich von Loch Crinan in Schottland. Sie bestehen aus Gruppen kurzer Steinkisten (insgesamt acht) und einer einzelnen, langen Kiste. Es ist überliefert, dass die Kisten von Poltalloch viele Jahre vor den Ausgrabungen von Canon Greenwell und Dean Mapleton geöffnet und beraubt worden sind. Der Verbleib der Funde ist unbekannt.

## Die Einzelkiste
Eine einzelne kleine Steinkiste liegt 65 m nordwestlich von North Lodge. Sie ist am steilen Rand der Terrasse sichtbar und befindet sich etwa 0,5 m unter dem heutigen Bodenniveau. Sie misst 1,34 × etwa 0,6 m und ist 0,64 m in den Boden eingetieft. Die hangwärtige Seitenplatte ist nach außen verkippt. Sie zeigt in der Nähe ihrer Enden Rillen, die einen Abstand von 1,05 m haben, während die Seitenplatte am Nordostende eine kleine Falz hat, die zur Aufnahme der Endplatte diente. Der Deckstein ist größtenteils sichtbar. Als die Kiste 1928 untersucht wurde, war sie bereits beraubt.

## Cluster A
Zwischen 1960 und 1962 wurden im Zuge der Kies-Förderung 320 m südwestlich von North Lodge vier Steinkisten und zwei Steinsetzungen gefunden. Der Platz wurde vom Ausgräber als Cluster A bezeichnet.
Ein 0,35 m tiefes Loch kennzeichnet den Platz der Kiste (Grab 1), die durch einen Bagger zerstört wurde. In der Nähe liegen eine Seitenplatte und der Deckstein von 1,07 m Länge, durchschnittlich 0,5 m Breite und 0,1 m Dicke. Er hat auf seiner jetzigen Unterseite ungefähr 70 Schälchen. Die Kiste enthielt Bruchstücke von Knochen (einige verbrannt) und Zähne von einem Erwachsenen und einem Kind.
Die zweite Kiste (Grab 2) maß ungefähr 1,0 × 0,5 m und war 0,55 m tief. Der Deckstein der in situ gefunden wurde, ist 1,27 m lang, 0,68 m breit und 0,1 m dick. Der Boden wird aus sorgfältig geschütteten Kieselsteinen gebildet, die brandverfärbt waren. Bruchstücke von Holzkohle zwischen den Knochen weisen darauf hin, dass ein Feuer in der Kiste entzündet worden war, bevor der Körper hineingelegt wurde. Die Schädelbruchstücke wurden am Südwestende entdeckt. Der gehockte Körper hatte auf seiner rechten Seite, mit Blick nach Osten gelegen. Ein Trinkbecher wurde in der Kiste gefunden.
Die dritte Kiste (Grab 3) hat polygonale Form und liegt 0,8 m westlich von Grab 1. Sie misst 1,37 × 0,74 m. Mehrere Steine die im Inneren gefunden wurden, können eine Abdeckung gebildet haben. Eine Keramik wurde gefunden, die scheinbar in ein Loch im Boden der Kiste gestellt worden war.
Die vierte Kiste (Grab 4) liegt etwa 6,5 m nordwestlich der ersten. Sie misst etwa 1,2 × 0,5 m und ist bis zu 0,67 m in den Boden eingetieft. Der Boden der Kiste besteht aus Kieselsteinen. Die heutige rhombische Form der Kiste ist durch eine Planierraupe verursacht worden. Der Deckstein (1,68 × 1,12 m und 0,3 m größte Dicke) hat mindestens 12 Schälchen (cupmarks) auf seiner Unterseite. Eine Endplatte besitzt eine Schale auf der inneren Seite und mehrerer auf der Rückseite. Sechs Zähne und die Beinknochen eines jungen Erwachsenen wurden gefunden, der auf seiner rechten Seite mit Blick nach Süden gelegen hat. In der Nähe der Zähne, ein wenig westlich des Zentrums lag eine Keramik. In der Nähe ein plan-konvexes Flintmesser.

## Umgebung von Cluster A
Eine Setzung von elf kleinen Platten umgeben von einem gepflasterten Fußbodens, der ursprüngliche einen Durchmesser von etwa 0,9 m hatte, wurde 27 m nordwestlich der Kiste (Grab 1) entdeckt. Es gab noch eine zweite Steinsetzung, die jedoch fast völlig zerstört war.
Die Töpferware aus den Kisten wird im Duntrune Castle aufbewahrt und das Flintmesser im Royal Museum of Scotland in Edinburgh.
1960 wurden im Gebiet der Siedlung von Bruach an Druimein, ungefähr 500 m südlich von North Lodge und ungefähr 50 m nördlich des Cluster B Reste einer Feuerbestattung geborgen, die durch einen Bulldozer gestört war. Die Bestattung, die in einer Grube ohne Beigaben abgelegt worden war, gehört zu einer einzelnen Person.

## Cluster B
Cluster B ist eine Gruppe von vier Steinkisten. Sie wurde in einer Kiesgrube auf einem kleinen Vorsprung, 550 m südlich von North Lodge entdeckt. Drei von ihnen wurden bis 1928 ausgegraben. In Grabungsberichten werden sie mit Kiste A bis C bezeichnet.
Die erste Kiste (Kiste C), die bereits 1910 geöffnet worden war, enthielt Knochenbruchstücke. Sie bestand aus vier Platten und einem Deckstein. Sie maß etwa 1,02 × 0,64 m und war 0,56 m tief.
Die zweite Kiste (Kiste A), die teilweise noch sichtbar ist, wurde ungefähr 1,8 m südlich gefunden. Sie bestand aus vier Platten und dem Deckstein und maß 0,94 × 0,51 m und war 0,41 m tief. Es gab eine flache Rinne in einer Seitenplatte, aber die Endplatte lag nicht darin. Die Kiste enthielt in der Nordhälfte teilweise verbrannte Knochen. In der Südhälfte lagen eine Halskette und ein Feuersteinmesser.
Die dritte Kiste (Kiste B) lag 3,35 m südlich und maß 1,14 × 0,69 m und war 0,48 m tief, mit einem durch flache Kieselsteine gebildeten Boden. Beide Seiteplatten waren ausgekehlt, aber die Endplatten lagen nicht in den Nuten. Die Deckplatte maß 2,06 × 1,04 m und war bis zu 0,13 m dick. Sie trägt Bearbeitungsspuren auf der Unterseite. Die Kiste scheint mit Sand und Kies gefüllt worden zu sein, bevor die Deckplatte aufgelegt wurde. Auf dem Boden lagen Bruchstücke eines unverbrannten Knochens, Zähne, ein Stück Feuerstein und einige Stücke Holzkohle. Eine Keramik wurde in der Nähe der Nordostecke gefunden und ein Bruchstück aus Bronze zwischen den Platten der Kiste. Die Halskette das Feuersteinmesser und das Behältnis sind im Royal Museum of Scotland in Edinburgh.
Über den Fund einer langen vierten Kiste im niedrigeren Teil der Terrasse wurde 1961 berichtet, aber es blieb keine Spur davon erhalten.

## In der Nähe
- In der Nähe liegen die Steinkisten von Cnoc-an-teallaidh.
- In der Nähe der Ruine von Poltalloch house 160 m (südwestlich) befinden sich auch Cup-and-Ring-Markierungen auf Felsaufschlüssen und unweit von Cluster B das mehrperiodische Siedlungsareal von Bruach an Druimein. Bei Saint Columba’s Chapel befinden sich zwei Cross-Slabs.